# Pomnik Poległych w I Wojnie Światowej Sportowców w Szczecinie
Pomnik Poległych w I Wojnie Światowej Członków Towarzystwa Gimnastycznego (Pomnik Poległych Sportowców) – znajduje się na terenie Puszczy Wkrzańskiej, przy ul. Podbórzańskiej w Szczecinie (Warszewo).

## Historia
Monument powstał w latach dwudziestych XX w. dla uczczenia pamięci członków niemieckiego stowarzyszenia Towarzystwo Gimnastyczne i Sportowe Szczecin Drzetowo (od 1861) (niem. Turn- und Sportverein Stettin Bredow v. 1861 e.V.) poległych na frontach I wojny światowej. 
Pomnik składa się z ustawionych obok siebie dwóch części przepołowionego głazu – tworzących otwartą księgę, na której "stronicach" wyryto nazwiska siedmiu poległych sportowców oraz tekst: Den im Weltkriege 1914-1918 gefallenen Turnern gewidmet vom Turn- und Sportverein Stettin Bredow v. 1861 e.V. Nad tekstem umieszczono wizerunek krzyża żelaznego oraz logotyp Turnerkreuz składający się czterech liter F ułożonych w formie krzyża heraldycznego łac. gammadium, crux gammata symbolizującego dewizę Frisch, fromm, fröhlich, frei (w skrócie FFFF) stowarzyszenia patronackiego niemieckich towarzystw gimnastycznych – Deutsche Turnerschaft.  
Przez wiele lat po II wojnie światowej istnienie pomnika nie było znane, ponieważ głazy go tworzące zostały przewrócone w taki sposób, iż napisy stały się niewidoczne, a cały monument upodobnił się do naturalnego głazowiska. Prace zmierzające do przywrócenia pomnikowi jego pierwotnego wyglądu rozpoczęto w 2007. W sierpniu 2024 przeprowadzono gruntowną naprawę podstawy pomnika.